# Verbandsgemeinde Trier-Land
La comunidad administrativa de Trier-Land (Verbandsgemeinde) está ubicada en el Distrito de Tréveris-Saarburg en Renania-Palatinado, Alemania. Se encuentra en el norte de la capital Tréveris y consta de los 11 Ortsgemeinden ("municipios locales") de Aach, Franzenheim, Hockweiler, Igel, Kordel, Langsur, Newel, Ralingen, Trierweiler, Welschbillig y Zemmer.

## Municipios asociados
La lista contiene los escudos de armas, los nombres de los municipios, las áreas distritales, a modo de ejemplo las cifras de población de 1950, así como las cifras de población actuales:
| Municipio     | Área (km²) | Población (1950) | Población (31 de diciembre de 2019) |
| ------------- | ---------- | ---------------- | ----------------------------------- |
| Aach          | 6,96       | 479              | 1.086                               |
| Franzenheim   | 6,47       | 322              | 369                                 |
| Hockweiler    | 2,08       | 143              | 279                                 |
| Igel          | 7,30       | 1.006            | 2.089                               |
| Kordel        | 16,60      | 1.824            | 2.143                               |
| Langsur       | 11,93      | 1.467            | 1.735                               |
| Newel         | 16,65      | 1.099            | 2.725                               |
| Ralingen      | 27,64      | 1.762            | 2.103                               |
| Trierweiler   | 18,42      | 1.257            | 3.747                               |
| Welschbillig  | 37,08      | 2.404            | 2.610                               |
| Zemmer        | 24,38      | 2.371            | 3.061                               |
| VG Trier-Land | 175,49     | 14.134           | 21.947                              |